# Rapsodo

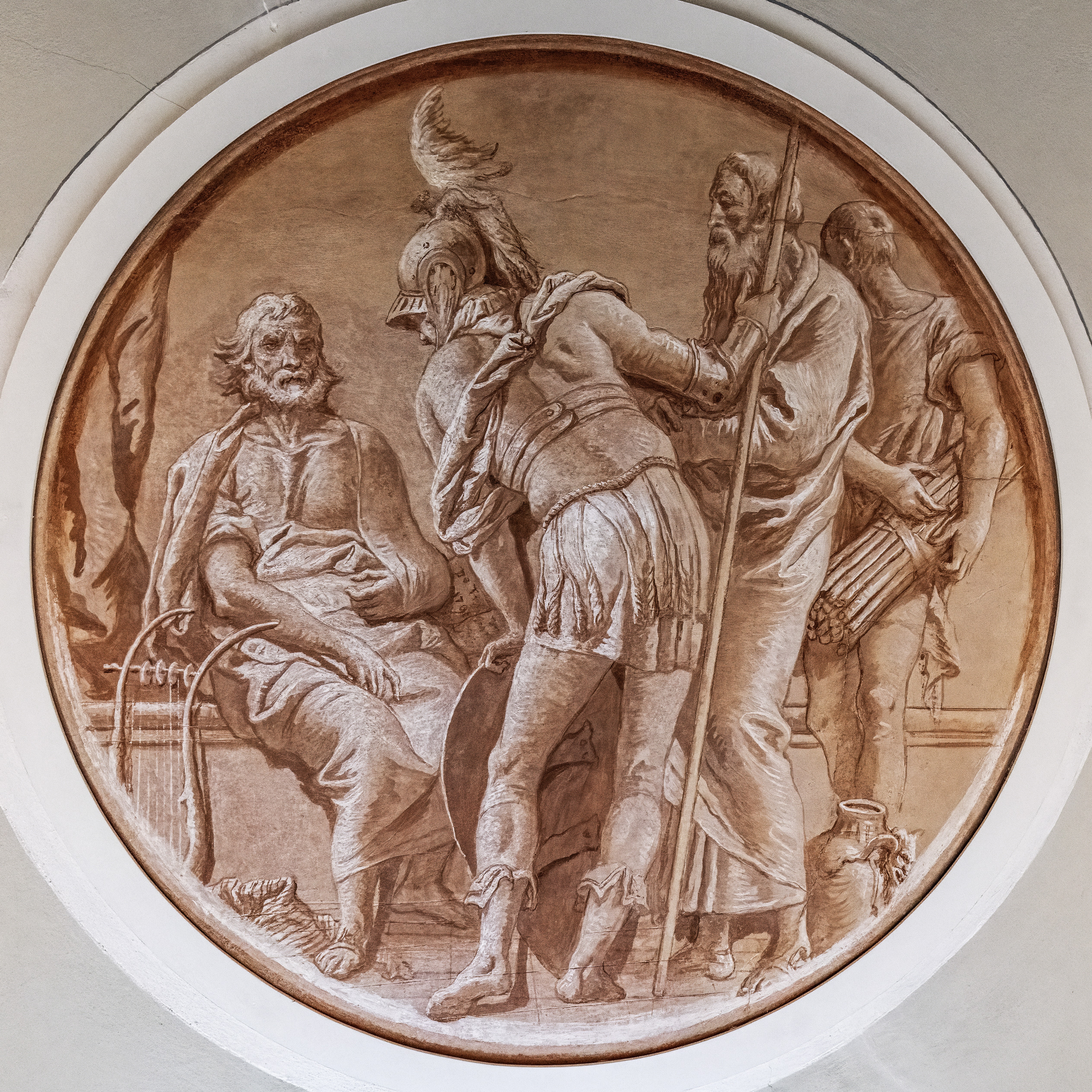
Giovanni Domenico Tiepolo Rapsodo, 1791.

Il rapsòdo è il cantore professionista che nell'antico mondo greco recita e canta a memoria poemi epici di Omero e di altri autori, ma anche poesie liriche, elegiache e giambiche.
Il termine inizia ad apparire nella letteratura greca nel V secolo a.C. e da un passo di Pindaro (Nemea, 2.1) se ne ricava l'etimologia, collegabile al verbo ῥάπτειν ("cucire"), per cui il rapsodo sarebbe il "cucitore di canti".
In base a questa etimologia, alcuni studiosi hanno dedotto che il rapsodo, a differenza dell'aedo, ripetesse semplicemente ciò che gli era stato trasmesso dalle generazioni precedenti.
Altri, invece, pensano che anche i rapsodi intervenissero sul repertorio tradizionale, magari arricchendolo. Ad esempio si pensa che a loro sia dovuta la composizione di certi inni omerici, che nella recitazione precedevano certe parti dei poemi veri e propri. Resta fondamentale il loro ruolo di trasmissione del patrimonio mitico greco.
Comunque sia, i rapsodi originariamente recitavano accompagnandosi con la lira, più tardi sostituita con un bastone, come si vede nelle raffigurazioni degli antichi vasi greci. Secondo Platone, Femio, il cantore che nell'Odissea è indicato come un aedo, è in realtà un rapsodo.
L'età d'oro dei rapsodi è probabilmente tra i secoli V e IV a.C., quando essi erano molto diffusi e partecipavano a giochi e feste pubbliche, dove si facevano notare per la voce e l'abbigliamento vistosi e gareggiavano fra loro per vincere i premi. I rapsodi riuscivano a suscitare emozioni in chi li ascoltava mettendoci una passione che potrebbe avvicinarli ai moderni attori.
L'importanza della trasmissione culturale da una generazione all'altra del patrimonio tradizionale portava a curare scrupolosamente l'addestramento dei rapsodi, tanto che essi mantennero nel repertorio la pronuncia omerica fino all'età alessandrina, forse anche per influsso e autorità degli Omeridi, la corporazione di Chio specializzata nel cantare la vita e le opere di Omero, che gli altri rapsodi consideravano arbitri e punto di riferimento per la categoria. 
Nonostante fossero giudicati con disprezzo dalla classe colta (ma il loro livello era comunque più alto di quello dell'attore omerico) e considerati inattendibili, l'attività dei rapsodi continuò a lungo, giungendo fino al III secolo d.C., cioè quasi alla fine dell'era pagana.